# Ягге, Финн Кристиан
Финн Кристиан (Финкен) Ягге (норв. Finn Christian "Finken" Jagge, 4 апреля 1966, Осло, Норвегия — 8 июля 2020, там же) — норвежский горнолыжник, олимпийский чемпион 1992 года в слаломе, победитель этапов Кубка мира. Специализировался в слаломе.

## Биография
Родился в известной в Норвегии спортивной семье, его отец Финн Даг Ягге в 1950-х — 1970-х годах был многократным чемпионом Норвегии по теннису, а мать Лив Ягге-Кристиансен была теннисисткой и горнолыжницей и представляла Норвегию на зимних Олимпийских играх 1960 и 1964 годов (седьмое место в слаломе в 1964 году).
В Кубке мира Ягге дебютировал 23 февраля 1986 года, в декабре 1991 года одержал свою первую в карьере победу на этапе Кубка мира в слаломе. Всего имеет на своём счету 7 побед на этапах Кубка мира, все в слаломе. Лучшим достижением в общем зачёте Кубка мира является для Ягге 14-е место в сезоне 1991/92.
На Олимпийских играх 1988 года в Калгари выступал во всех видах горнолыжной программы и стал 9-м в комбинации и 35-м в скоростном спуске, в супергиганте, гигантском слаломе и слаломе не добрался до финиша.
На Олимпийских играх 1992 года в Альбервиле сенсационно завоевал золотую медаль в слаломе, на 0,28 секунды опередив ставшего вторым легендарного итальянца Альберто Томбу. К тому моменту Ягге выиграл всего один этап Кубка мира. Ягге стал первым в истории норвежцем, выигравшим олимпийское золото в слаломе. До 1992 года за всю историю Олимпийских игр норвежцы выиграли только одно золото в горнолыжном спорте, это сделал в 1952 году Стейн Эриксен в гигантском слаломе.
На Олимпийских играх 1994 года в Лиллехаммере занял 6-е место в слаломе.
На Олимпийских играх 1998 года в Нагано стал 7-м в слаломе, кроме того стартовал в комбинации, но сошёл с дистанции.
За свою карьеру участвовал в восьми чемпионатах мира, лучший результат 7-е места в комбинации на чемпионате мира 1987 года и слаломе на чемпионате мира 1993 года.
Завершил спортивную карьеру в 2000 году. В дальнейшем работал на руководящих должностях в норвежской телекоммуникационной компании «Лудо».

## Зимние Олимпийские игры
| Олимпийские игры | Скоростной спуск | Супергигант | Гигантский слалом | Слалом | Комбинация |
| ---------------- | ---------------- | ----------- | ----------------- | ------ | ---------- |
| 1988 Калгари     | 35               | DNF         | DNF2              | DNF2   | 9          |
| 1992 Альбервиль  | —                | —           | —                 | 1      | —          |
| 1994 Лиллехаммер | —                | —           | —                 | 6      | —          |
| 1998 Нагано      | —                | —           | —                 | 7      | DNS2       |

## Победы на этапах Кубка мира (7)
| № | Сезон   | Дата        | Место               | Дисциплина |
| - | ------- | ----------- | ------------------- | ---------- |
| 1 | 1991/92 | 17 дек 1991 | Мадонна-ди-Кампильо | Слалом (1) |
| 2 | 1993/94 | 9 янв 1994  | Краньска-Гора       | Слалом (2) |
| 3 | 1996/97 | 15 мар 1997 | Вэйл                | Слалом (3) |
| 4 | 1997/98 | 15 дек 1997 | Сестриере           | Слалом (4) |
| 5 | 1998/99 | 14 дек 1998 | Сестриере           | Слалом (5) |
| 6 | 1998/99 | 28 фев 1999 | Офтершванг          | Слалом (6) |
| 7 | 1999/00 | 13 дек 1999 | Мадонна-ди-Кампильо | Слалом (7) |